# Oceanides fosbergi
Oceanides fosbergi är en insektsart som beskrevs av Robert L. Usinger 1942. Oceanides fosbergi ingår i släktet Oceanides och familjen fröskinnbaggar. Inga underarter finns listade i Catalogue of Life.